# Морозов Юрій Юрійович
Юрій Юрійович Морозов (нар. 23 жовтня 1985, Миколаїв, СРСР) — російський футболіст, захисник.

## Життєпис
Юрій Морозов народився 23 жовтня 1985 року в Миколаєві. Незважаючи на те, що він народився на території України, футбольній майстерності навчався в ярославльському «Шиннику».
У 2004 році підписав свій перший професіональний контракт з цим клубом. Дебютував за «Шинник» 20 квітня 2005 року у програному (1:4) домашньому поєдинку 1/4 фіналу кубку Росії проти санкт-петербурзького «Зеніта». Юрій вийшов на поле на 46-й хвилині, замінивши Олега Корнаухова, який з 11-ї хвилини грав із жовтою карткою.
Свій наступний поєдинок у футболці ярославльського клубу Морозов зіграв аж наступного року, 2 липня 2006 року, також у кубку Росії (1/16 фіналу), цього разу проти брянського «Динамо». Морозов цього разу вийшов у стартовому складі та відіграв увесь поєдинок, а «Шинник» поступився брянському клубу з рахунком 0:2. Після цього матчу Юрій більше не зіграв жодного поєдинку за головну команду «Шинника», ні в кубку, ні в чемпіонаті Росії. Протягом цього часу виступав переважно за «Шинник» у першості дублерів, а також за фарм-клуб ярославльської команди, «Шинник-2-Водоканал», який виступав в аматорському чемпіонаті Росії.
З 2007 по 2016 роки виступав у клубах першої та другої ліги чемпіонату Росії: «Олімпія» (Волгоград), «Кавказтрансгаз-2005», «Астрахань», «Динамо» (Брянськ), «Авангард» (Курськ), «Тюмень» та «Текстильник» (Іваново).
З 2016 року виступає в нижегородському клубі «Олімпієць» з другого дивізіону російського чемпіонату.